# L. Kovásznai Viktória
L. Kovásznai Viktória (Lukács Lajosné) (Budapest, 1942. április 16. –) művészettörténész, muzeológus.

## Életpályája
1967 től a Magyar Nemzeti Galéria munkatársa, 1981–2008 az Éremtár vezetője.

### Tanulmányai
- 1963–1968 – ELTE BTK, történelem, műtörténet szak
- 1978 – Bölcsész doktor

### Kutatási területe
A XIX–XX. századi szobrászat és éremművészet, valamint a kortárs művészet.

## Publikációi
Kutatási területének tárgykörében önálló kötetein kívül jelentős számban jelentek meg tanulmányai hazai és külföldi folyóiratokban. Többször tartott előadást tudományos ülésszakokon valamint a F.I.D.E.M. kongresszusain. Ez utóbbi rendezvényhez kapcsolódó nemzetközi kiállítások magyar kurátora.

### Főbb művei (válogatás)
- 1980 – Reményi József éremművészete 1903–1977, Budapest
- 1980 – Czinder Antal, Budapest
- 1985 – Gli aspetti fracesi delle medaglie ungheresi di stile Liberty, Medaglia
- 1985 – Der medailleur Lajos Berán und seine künstlerische Laufbahn, Numismatische Zeitschrift
- 1987 – Hungarian Medallic Art at the Turn of the Century, London, The Medal
- 1989 – Borsos Miklós, Budapest
- 1993 – Modern Magyar Éremművészet I. 1896–1975, Budapest
- 1996 – Mood and Space the Medal of Antal Czinder, London, The Medal
- 1996 – Gli aspetti  tedeschi delle medaglie ungheresi di stile Liberty, Rivista italiana di numizmatica
- 1997 – Die Entwicklung der ungarischen Medaillenkunst vom Klassizismus bis zum Historismus, Numismatische Zeitschrift
- 1999 – Fejezetek a magyar éremművészet történetéből, Budapest
- 1999 – A magyar szecessziós éremművészet nemzetközi előzményei, Bíró–Sey Katalin és Gedai István emlékkönyv, Budapest
- 2000 – ifj. Szlávics László kultikus ős-pénz sorozata  (Budapest, kiadó: Art’95, ISBN 963-03-8257-1)
- 2004 – The exquisite medals of Edit Rácz, London, The Medal
- 2004 – Modern Magyar Éremművészet II. 1976–2000, Budapest
- 2005 – Vert érmek a magyar éremművészetben, Ludovici Huszár emlékkönyv, Budapest
- 2006 – Az idő és tér ifj. Szlávics László újabb munkáiban 1995-2005 (Budapest, kiadó: Art ’95, ISBN 963-06-0007-2)
- 2006 – New Directions in Contemporary Hungarian Medallic Art, London, The Medal
- 2007 – A Time and space in recent works by László Szlávics Jr.,  London, The Medal, No. 50 Spring
- 2008 – Ligeti Erika 1934-2004, Budapest, kiadó: Magyar Képzőművészek és Iparművészek Szövetsége, ISBN 978-963-87432-6-8
- 2012 – Ifj. Szlávics László – László Szlávics Jr., monográfia,  kiadó: Argumentum, ISBN 978-963-446-655-0

## Főbb kiállításrendezései (válogatás)
- 1972 – Reményi József, Magyar Nemzeti Galéria
- 1976 – Borsos Miklós, Magyar Nemzeti Galéria
- 1993 – Modern Magyar Éremművészet I. 1896–1975, Magyar Nemzeti Galéria
- 1994 – F.I.D.E.M. nemzetközi éremművészeti kiállítás, Magyar Nemzeti Galéria
- 2007, 2009 – Országos Érembiennále, Sopron

## Elismerés
- 1997 – Réthy László jutalomérem

## Külső hivatkozások
- Magyar Képzőművészek és Iparművészek Szövetsége, Érem Szakosztály
- MKISZ, Szobrász Szakosztály
- Fédération Internationale de la Médaille (F.I.D.E.M.)
- F.I.D.E.M. magyar tagjait bemutató honlap
- F.I.D.E.M. kongresszus és kiállítás Archiválva 2008. július 24-i dátummal a Wayback Machine-ben
- Országos Érembiennále